# Haiko Hörnig

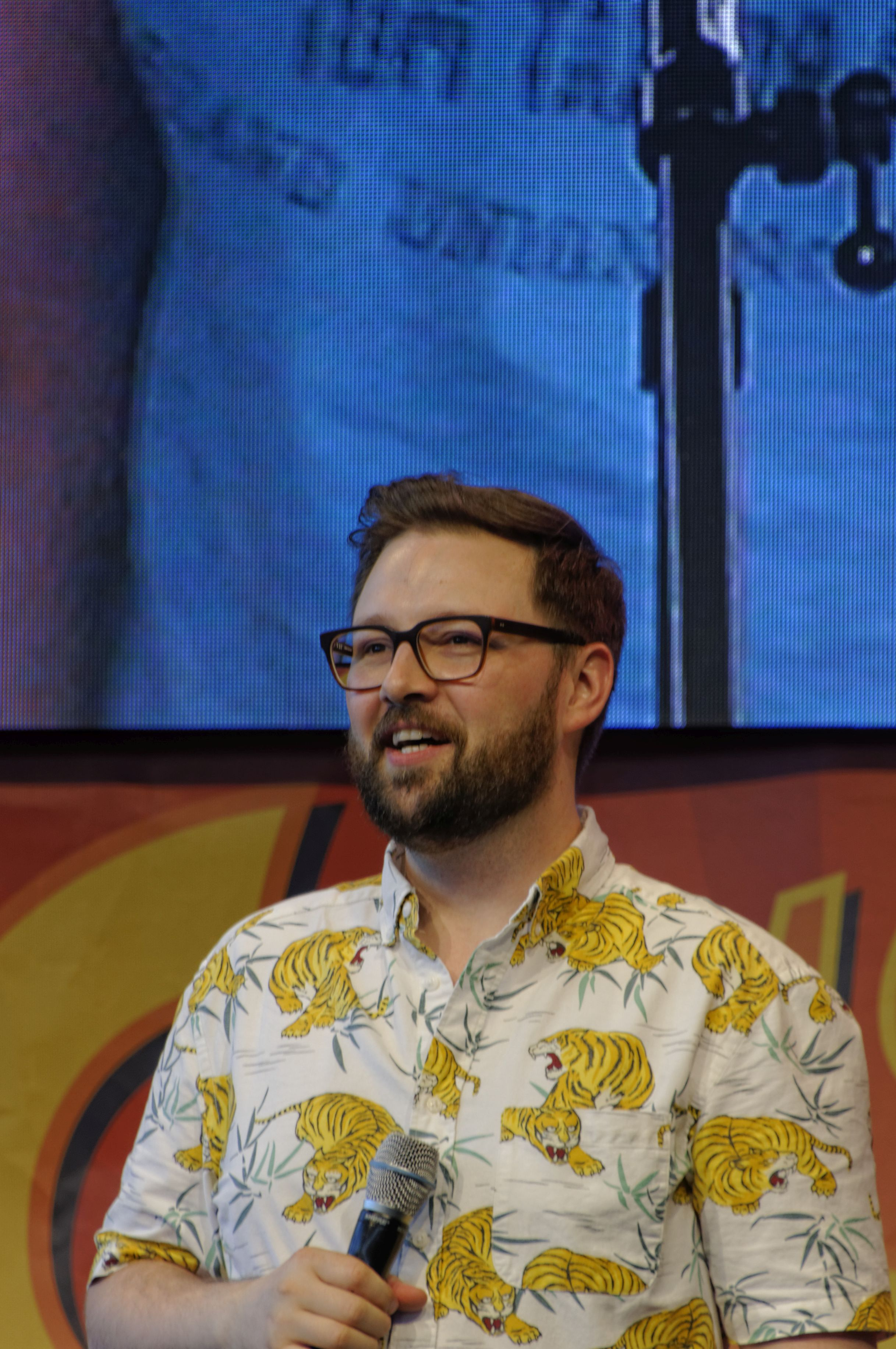
Haiko Hörnig 2018

Haiko Hörnig (* 11. Mai 1984 in Ludwigshafen) ist ein deutscher Drehbuchautor und Comicautor.

## Leben
2006 startete Hörnig mit dem befreundeten Zeichner Marius Pawlitza den Webcomic Selektive Erinnerung, erst auf Deutsch, später auch auf Englisch. Gemeinsam veröffentlichten sie auch einzelne Comics in der Satirezeitschrift pardon und der Anthologie JAZAM! Auf ein abgebrochenes Amerikanistik/Soziologie-Studium in Mainz, folgte 2011 die Anstellung als Texter in einer Frankfurter Werbeagentur.
Seit 2013 arbeitet Hörnig mit dem Cartoonisten Joscha Sauer an Nichtlustig-Cartoon-Bänden und der, durch crowdfunding finanzierten, Nichtlustig-Zeichentrickserie. Zusammen mit Sauer schreibt er dafür Drehbücher und spricht einige der Figuren.
2016 veröffentlichte er zusammen mit Marius Pawlitza den ersten Band der vierteiligen Fantasy-Comicreihe A House Divided im Carlsen Verlag. Die Lerner Publishing Group sicherte sich die Lizenz für den amerikanischen Markt. Im April 2020 erschien dort der erste Band unter dem Titel The Accursed Inheritance of Henrietta Achilles.
Mit der Zeichnerin Annelie Wagner arbeitet Hörnig seit einigen Jahren an dem Webcomicprojekt Kletschmore, das als „Wichtel Murder Mystery“ beschrieben wird.
Neben seiner Tätigkeit für Nichtlustig schreibt Hörnig auch die Texte für die Comic-Reihe Der kleine ICE, die online und im Leselok-Magazin der Deutschen Bahn erscheint.
Gemeinsam mit Ralph Ruthe arbeitet er am Drehbuch für dessen geplanten Film Die HNO-WG, der im Jahr 2023 in die Kinos kommen soll.

## Veröffentlichungen (Auswahl)
- A House Divided – Ein Gefährliches Erbe. Carlsen Verlag, Hamburg 2016, ISBN 978-3-551-71312-4.
- NICHTLUSTIG 6 zusammen mit Joscha Sauer, Carlsen Verlag, Hamburg 2016, ISBN 978-3-551-68406-6.
- A House Divided – Ein Licht im Dunkeln. Carlsen Verlag, Hamburg 2018, ISBN 978-3-551-71313-1.
- Der Golemkönig. Community Editions, Köln 2019, ISBN 978-3-96096-075-1.
- The Accursed Inheritance of Henrietta Achilles: A HOUSE DIVIDED Vol. 1. Lerner Publishing / Graphic Universe, Minneapolis 2020, ISBN 978-1-5415-8692-5.
- A Light in the Darkness, a Lock in the Door: A HOUSE DIVIDED Vol. 2. Lerner Publishing / Graphic Universe, Minneapolis 2020, ISBN 978-1-72841-287-0.
- The Winter of Walking Stone: A HOUSE DIVIDED Vol. 3. Lerner Publishing / Graphic Universe, Minneapolis 2021, ISBN 978-1-72842-014-1.
- GermanLetsPlay: Im Wirbel der Welten. Community Editions, Köln 2021, ISBN 978-3-96096-194-9.

## Podcast
Seit 2016 produzieren Hörnig und Sauer den Podcast Peinliches Schweigen. Darin sprechen die beiden über Filme, seltsame Anekdoten, Scheibenkäse und andere Dinge. Nach 3 Jahren Pause startete im April 2020 die zweite Staffel.